# كاميلا لوند
كاميلا لوند (بالنرويجية: Camilla Lund)‏ ( 1994  م) هي متزلجة نرويجية.

## روابط خارجية
- كاميلا لوند على موقع SpeedSkatingBase.eu (الإنجليزية)
- كاميلا لوند على موقع SpeedSkatingNews.info (الإنجليزية)
- كاميلا لوند على موقع SpeedSkatingStats.com (الإنجليزية)